# مارگوس لپیک
مارگوس لپیک (استونیایی: Margus Lepik؛ زادهٔ ۱۴ مارس ۱۹۶۹) سیاستمدار و نماینده سابق مجلس اهل استونی است.